# Francisco Javier Fernández Díaz
Francisco Javier Fernández Díaz (Almería, España, 20 de marzo de 1980) más conocido como Fran Fernández es un entrenador de fútbol español que actualmente está sin equipo tras abandonar la disciplina del Real Murcia CF.

## Trayectoria como entrenador
Fernández comenzó su carrera en el Polideportivo Aguadulce, como director de fútbol y mánager. Posteriormente, fue subdirector de AD Adra y CD Español del Alquián antes de ser nombrado gerente de AD Parador en 2009.
En noviembre de 2011, Fernández fue nombrado asistente de Héctor Berenguel en el Polideportivo Ejido en la Segunda División B, pero el club posteriormente desaparecería en la misma campaña. En julio de 2012 se unió a la UD Almería, inicialmente a cargo de la categoría cadete. 
Después sería entrenador del juvenil del club y más tarde, sería primer entrenador del UD Almería B en Tercera División, el 29 de junio de 2016. El 28 de febrero de 2017, fue nombrado primer entrenador de la UD Almería de Segunda División, después del despido de Fernando Soriano. 
En el primer partido profesional de Fernández a cargo del primer equipo el 5 de marzo de 2017, logró una victoria de 2-1 ante el CD Lugo, pero nueve días después, después del nombramiento de Luis Miguel Ramis, abandonaría el cargo de primer entrenador para volver al filial.
Fernández estaría a cargo del primer equipo de manera interina una vez más durante la temporada 2017-18, tras la destitución de Luis Miguel Ramis.
El 24 de abril de 2018, después de la renuncia de Lucas Alcaraz, se hace a cargo del primer equipo por tercera ocasión.
Tras conseguir la salvación en el último partido de la temporada frente al CD Lugo con un empate 1-1, al final la dirección deportiva del club decidió que siguiera en el cargo de entrenador del primer equipo para que tomase las riendas de un nuevo proyecto en el que prácticamente no quedan jugadores de la temporada que acaba de terminar. 
Su estreno como entrenador del UD Almería en esta nueva temporada 2018-19 fue fuera de casa en el Estadio Ramón de Carranza con derrota ante el Cádiz CF por 1-0. Concluyó la temporada dejando al equipo andaluz en la zona templada de la clasificación.
El 1 de julio de 2019, tras no renovar con el Almería, se incorporó al Alcorcón. Tras una temporada, en la que dejó al equipo alfarero en décima posición, dejó el club para fichar por el CD Tenerife. El 22 de noviembre de 2020, fue destituido tras la derrota del equipo tinerfeño ante la Unión Deportiva Logroñés, habiendo sumado una sola victoria en las 8 últimas jornadas.
El 2 de noviembre de 2021, inició su segunda etapa en el banquillo de la AD Alcorcón de la Segunda División de España, tras la destitución de Jorge Romero Sáez. El 4 de diciembre de 2023, fue destituido tras perder 0-2 contra el Elche CF, dejando al equipo alfarero 21º con 14 puntos a 6 de la permanencia.
El 25 de junio de 2024 firma como nuevo entrenador del Real Murcia CF en sustitución de Pablo Alfaro.

## Clubes

### Como entrenador
Actualizado a 24 de mayo de 2025
| Club           | País   | Año             | P   | PG  | PE | PP | % ptos. |
| -------------- | ------ | --------------- | --- | --- | -- | -- | ------- |
| UD Almería B   | España | 2016-2018       | 79  | 46  | 16 | 17 | 64.98%  |
| UD Almería     | España | 2017 (interino) | 2   | 1   | 1  | 0  | 66.67%  |
| UD Almería     | España | 2017 (interino) | 1   | 1   | 0  | 0  | 100%    |
| UD Almería     | España | 2018-2019       | 48  | 17  | 18 | 13 | 47.92%  |
| AD Alcorcón    | España | 2019-2020       | 43  | 13  | 18 | 12 | 44.19%  |
| CD Tenerife    | España | 2020            | 13  | 3   | 4  | 6  | 33.33%  |
| AD Alcorcón    | España | 2021-2023       | 85  | 28  | 26 | 31 | 43.14%  |
| Real Murcia CF | España | 2024-2025       | 38  | 18  | 10 | 10 | 56.14%  |
| Total          | Total  | Total           | 309 | 127 | 93 | 89 | 51.13%  |